# Pestovo
Pour l’article homonyme, voir Pestovo (Vučitrn).
Pestovo (en russe : Пестово) est une ville de l'oblast de Novgorod, en Russie, et le centre administratif du raïon de Pestovo (ou Pestovski raïon en russe). Sa population s'élevait à 15 773 habitants en 2013.

## Géographie
Pestovo est située au bord de la rivière Mologa, dans les collines de Valdaï, à 263 km à l'est de Novgorod.

## Histoire
Le village de Pestovo est mentionné pour la première fois en 1495. Son développement économique débute en 1918, grâce au chemin de fer. Pestovo accéda au statut de commune urbaine en 1927 puis à celui de ville en 1965.

## Population
Recensements (*) ou estimations de la population
| 1939* | 1959*  | 1970*  | 1979*  | 1989*  |
| ----- | ------ | ------ | ------ | ------ |
| 7 925 | 14 208 | 15 795 | 15 479 | 15 941 |

| 2002*  | 2010*  | 2012   | 2013   | - |
| ------ | ------ | ------ | ------ | - |
| 15 990 | 15 903 | 15 851 | 15 773 | - |